# Principato di Perejaslav

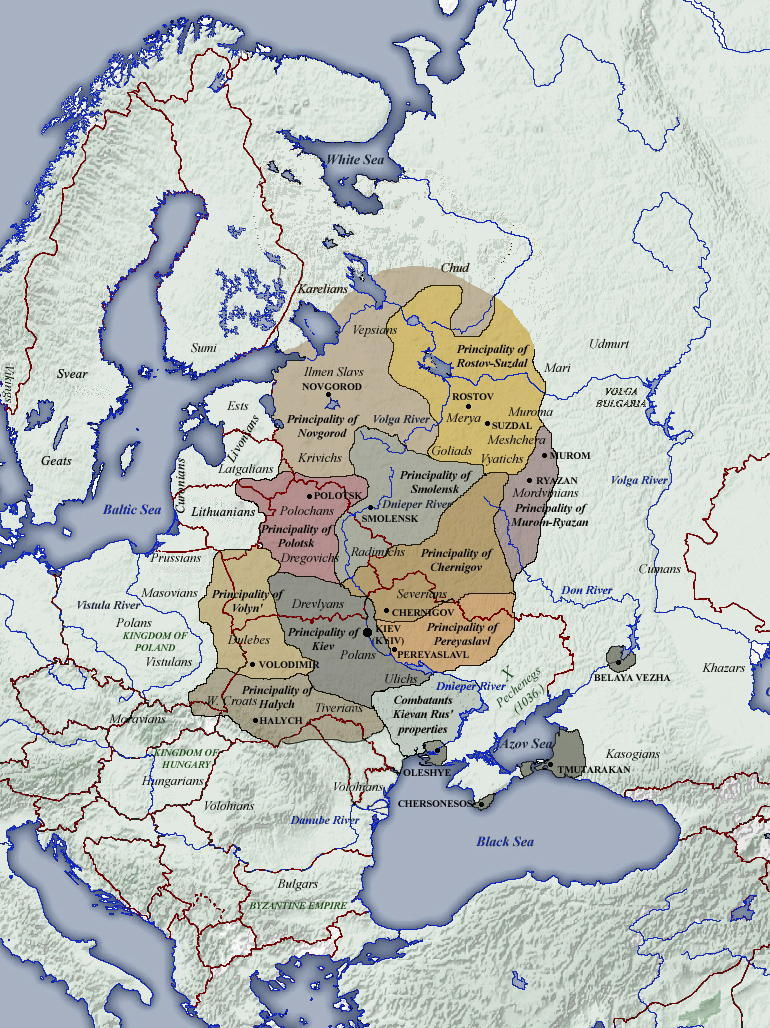
Principati della Rus' di Kiev (1054-1132)

Il principato di Perejaslav (in ucraino Переяславське князівство?) fu un principato regionale della Rus' di Kiev dalla fine del IX secolo fino al 1323, con sede nella città di Perejaslav sul fiume Trubiž.

## Ubicazione
Il Principato di Perejaslav era generalmente amministrato dai figli più giovani del Gran Principe di Kiev. Si estendeva su un vasto territorio dalla sponda sinistra del medio fiume Dnepr a ovest fino alla sua frontiera orientale che si estendeva non lontano a ovest dai Donec, dove presumibilmente era situata la leggendaria città cumana di Sharuk(h)an.

## Storia
La Cronaca degli anni passati fa risalire la fondazione della città di Perejaslavl' al 992; le prove archeologiche suggeriscono che sia stata fondata non molto tempo dopo questa data. All'inizio Perejaslavl' era una delle città importanti della Rus' di Kiev dopo il principato di Černihiv e Kiev. La città si trovava in un guado dove Vladimir I di Kiev aveva combattuto una battaglia contro i nomadi peceneghi.
Il principato può essere rintracciato come un dominio semi-indipendente dall'eredità dei figli di Jaroslav il Saggio, con Svjatoslav che riceve Černihiv, Vsevolod che ottiene Perejaslavl', Smolensk che va a Vjačeslav e Volodymyr che va a Igor' La Cronaca degli anni passati registra che nel 988 Vladimir assegnò le terre del nord (in seguito associate a Perejaslavl) a Jaroslav.
Perejaslavl fu distrutta durante l'invasione mongola nel marzo 1239.